# Feministická literární teorie
Feministická literární teorie se zakládá na širokém a heterogenním spektru bádání, jejichž společným ohniskem je kritika androcentristického pohledu na literaturu. Není založena na jednotné a uzavřené koncepci, opírá se o řadu metod jejichž pomocí zkoumá, jak jsou v literatuře znázorňovány ženy, jak vypadá ženská literární produkce a recepce.[zdroj?]
Původně je feministická literární teorie zakotvena v politice a je pokládána za část sociokulturního hnutí. Mj. se opírá o poznatky sociálního studia žen, antropologie, teorie kultury či psychoanalýzy. Jeden z jejích hlavních cílů byl a je s pomocí kritické analýzy diskriminační struktury upozornit na marginalizaci žen v literárním oboru.

## Přehled
Feministická literární teorie vznikala v 60. letech 20. století v anglosaské jazykové oblasti a byla potom přejata do Francie a Německa. Po pádu komunistického režimu také dostává stále více vlivu v postsocialistických zemích Evropy.
Vyvíjela se během feminismu druhé vlny v USA. Rozhodující byl akademický feminismus, který se pokusil především definovat a analyzovat sexuální předsudky v různých životných oborech, ale i v oborech umělecké produkce. To směřovalo hlavně k utváření vědomí a bylo orientované na reálnou životní zkušenost. Vědkyně se snažily analyzovat obrazy žen v klasických literárních dílech (analýza patriarchátu, toho jak určuje ženské postavy).
Pod nátlakem stálých výtek nevědecké práce byly pak konečně vytvořeny i teorie. První generace v USA to ale činila spíše proti své vůli, především bylo pokroku dosaženo intelektuální avantgardou ve Francii a vědkyněmi v USA, které bažily po akademické prestiži. Potom by se dalo, podle anglické teoretičky Toril Moi, rozlišovat mezi zástupkyněmi tzv. criticism (nepřátelskost k teorii) a theory (poplatné teorii). Základní rozdíl mezi anglosaským a evropským prostorem bádání se během 90. let postupně vytrácel díky oboustranné recepci a navíc se evropské vědkyně silně orientují na nově vzniklé americké Gender a Queer Studies.

## Vývoj, hnutí a zástupkyně

### Diferenční feminismus v USA
Diferenční feminismus, který vznikl v pozdních 60. letech v USA a který trvá na rozdílu pohlaví, zdůrazňuje a definuje znaky, podle kterých se odlišují. Z toho vychází směr bádání Feminist Critique, který se soustřeďuje na kritické (znovu)čtení děl mužských autorů a jejich obrazy žen. Představitelkami jsou Kate Millet, v jejíž disertaci Sexual Politics (1969) se pokusila o subverzivní četbu kulturních a literárních textů 19. a 20. století. Ve své knize rozebrala díla napsaná muži z hlediska feministické čtenářky. Zjistila, že standardní díla literatury a kultury jsou poznamenaná myzogynií. Judith Fetterley ve své studii The Resisting Leader (1978) popisuje dilema v němž se ocitají čtenářky misogynsky orientované literatury – v podstatě jsou nuceny přijmout mužský úhel pohledu, což vede k jejich podřízení. A Mary Ellman se svou knihou Thinking about Women (1968), ve které ironicky kritizuje stereotypní znázorňování žen v literatuře a způsob, jakým muži stereotypně rozhodují o jednotlivých rolích. Také tzv. Gynocriticism (Elaine Showalter, Sandra Gilbert a Susan Gubar), který vychází ze specifické ženské zkušenosti v literatuře a který analyzuje ženskou literaturu i „ženskou estetiku“, je počítán k diferenčnímu feminismu. Šlo o to vzít v úvahu všechny aspekty ženského psaní, od sociokulturních podmínek, specifické kreativity jazyka po témata a strukturu textů. Často je ženské pozici rozuměno jako privilegovanému přístupu ke „skutečnosti“ a „ženskosti“. Texty jsou čteny sebevztažně a přímo porovnávané nebo dávané do vztahu k životní zkušenosti čtenářek. Kritiku pracovních podmínek ženských autorek zachytila Virginia Wolfová např. v textu A Room of One’s Own (1929). Obecně se dá o těchto zástupkyních říci, že jsou z pohledu vedoucích poststrukturalistických modelů teorií kritizovány: kvůli zjednodušení pojmu literatury (literatura jako bezprostřední obraz reality), ignoranci nebo nezájmu o etnické a třídní problémy ze strany bílých badatelek příslušných střední třídě a kvůli nedostatkům teorie potažmo odporu k ní. Gilbert a Gubar vydaly antologii The Norton Anthology of Literature by Women, která se snaží o protikánon mužských hodnotových soudů zobrazených v tradiční literatuře. Dalším jejich dílem je studie The Madwoman in the Attic (1979), kde se zabývají otázkou, jak byla díla známých autorek 19. stol. ovlivněna mužskou kreativitou.

### Dekonstrukce a teorie sexuálních rozdílů ve Francii
V protikladu k diferenčním snahám v USA se zformoval, vycházeje z protestů roku 1968, francouzský diferenční feminismus, který se opírá o dekonstruktivismus (Jacques Derrida) a psychoanalytickou výstavbu teorií (Jacques Lacan) 60. let jako teorie sexuálních rozdílů, která vychází z toho, že každá forma identity je zprostředkována a produkována řečí jakožto i diskursem. Ženské není definitivně určeno, nýbrž je samo momentem mnohosti a neurčitelných odlišností. Vycházejí z představy, že mezi mužským a ženským způsobem myšlení je zásadní rozdíl, jenž není dán biologicky, ale tím, jak na nás působí společensko-kulturní vlivy. Často kritizováno jako projev esencialismu.
Francouzské feministické literární teoretičky se domnívají, že rodová diference je zakotvena v řeči, kterou chápu spolu s Derridou jako falogocentrickou. To se projevuje ve stabilně určených významech a binárních opozicích, které franc. feministky dekonstruují a snaží se změnit. Jejich metoda se nazývá ecriture feminine. Derridova teorie différance je francouzskými feministkami rozšířena na dekonstrukci, která se pokouší objasnit, že domněle jasné pojmy jsou konstruované a ne od přírody dané, že se dějí jen na základě výkonu moci. Jejich teoretická práce se sbíhá v základním pojetí (např. spojení řeči a sexuality), ale přesto nevyvinuly žádnou koherentní teorii. Představitelkami jsou Hélène Cixous, která nachází ženský způsob vyjádření v tom, že ‚ženy píší tělem‘. Dle její koncepce inkoust vyvolává představu tělesné tekutiny a papír se stává tělem, které se jako popisuje. Ústředním pojmem je jouissance, sexuální požitek, jenž narušuje falocentrický řád. Luce Irigarayová přichází ve svých textech s neologismy, slovními hříčkami a stylistickými deformacemi, jež mají také narušit falocentrický řád. A Julia Kristeva označuje dominantní jazykový řád za ‚zákon otce‘-tento zákon si osvojuje dítě, když se učí jazyk.

### Dekonstruktivní feminismus a literární věda v USA
Recepce a vliv francouzských feministek změnily situaci s ohledem na teoretický základ feministického bádání v angloamerickém prostoru. Těžiště recepce se zakládalo na premise, že rozdíly mezi pohlavími jsou zakotvené v jazyce. Nevycházely z toho, že jazyk mimeticky zpodobňuje skutečnost, ale že ten teprve skutečnost tvoří a tím je konstitutivním prvkem každé sociální danosti. Jednoduchým příkladem je gramatika rodů.
S odvoláním na francouzské feministky a dekonstruktivistického literárního vědce Paula de Mana vznikla skupina feministických literárních vědkyň na universitě v Yale: Mary Jacobus, Shoshana Felman, Barbara Johnson a Gayatri C. Spivak. V průběhu 80. let se v návaznosti na Yale stal z feministické dekonstrukce ústřední literárněvědný diskurs s vysokou akademickou prestiží. S. Felman zavádí ženský způsob čtení, textová konstrukce ženy je podle ní místem, kde se projevuje diference, a kde se rozkládá identita.
Všeobecná kritika dekonstruktivistického myšlenkového modelu se vztahuje na problém soustředění se na jazyk a rétoriku a tyto jakožto tvůrce identity a subjektivity a přitom udržení schopnosti jednání a vztahu k „reálnému světu“ nemůže garantovat.

### Gender studies, gay and lesbian studies, queer studies a black feminism
Dekonstruktivní feminismus ústí v kulturně-vědecky orientovaná gender studies. Pracují s formulacemi dekonstruktivistickými a teorií diskursu, vedou rozlišování a dekonstrukci identit dále, metaforizují ženskost a analyzují charakter konstrukce pohlavní identity. Subjektu nerozumějí jako autonomnímu, jednotnému já, ale jako konstruktu a efektu ideologie, jazykem a strukturami moci, které v sobě zahrnují diskurzívní a disciplinující, subjektivizující a podmaňující praktiky. Je to dynamické křížení sexuálních, pohlavních, „rasových“, třídních, etnických aj. identifikací. Toto znamená pro literární a kulturní kritiku, že subjekt viděný jako konstrukt nemůže být východiskem ani cílem. Stejně jako dekonstrukce mění pojem textu a dělají jeho hranice propustné.
Rozhodující impulz pro vývoj gender studies v USA přišel od antropoložky Gayle Rubin, která vycházejíc z Freuda a Lévi-Strausse rozlišuje mezi pojmy sex a gender (sex jako fyziologické, gender jako sociální pohlaví) a tyto dva pojmy používá ve společenské analýze.
V neposlední řadě musíme vzpomenout filozofku Judith Butler, která sice explicitně nepracuje na poli literární vědy, jejíž teze k socio-kulturním a jazykovým konstruktivním procesům (ovlivněna Foucaultem) jsou ale v literární vědě silně vnímány. Hlavním bodem jejího myšlení je kritický přístup ke kategorii ženy jako subjektu a objektu feministického zkoumání.
V průběhu 80. a 90. let se vyvinula debata o rozdílech tím směrem, že vedle kategorie pohlaví jsou analyzovány i kategorie rasy a třídy. Následkem tohoto rozlišování byly teorie jako black feminist literary criticism (B. Christian: Black Women novelists, 1980 a H. V. Carby: Reconstructing Womanhood, 1987) nebo lesbian and gay studies (například A. Richová se pokusila definovat ženství pomocí tzv. lesbického kontinua, lesbian continuum) potažmo queer studies.